# Harmonie "St. Cecilia" Haarsteeg
De Koninklijke Harmonie “St. Cecilia” Haarsteeg is een harmonieorkest in Haarsteeg in de provincie Noord-Brabant. Het werd opgericht op 6 augustus 1843.
Het groot orkest van Harmonie Haarsteeg speelt in de eerste divisie van de Koninklijke Federatie van Harmonie- en Fanfaregezelschappen. Van oudsher kent St. Cecilia een concerttraditie. De laatste jaren manifesteert de vereniging zich als symfonisch blazersensemble.

## Geschiedenis
De officiële oprichtingsdatum van de koninklijke harmonie St. Cecilia is 6 augustus 1843.
De eerste dirigent, toen nog 'directeur' genoemd, was Gerardus Franciscus Eekels. Deze werd gedurende de eerste tien jaren bijgestaan door J.W.A. van de Wijnperse, voormalig kapelmeester van de dienstdoende schutterij te 's-Hertogenbosch. Bij zijn gouden jubileum droeg Eekels de dirigeerstok over aan de onderwijzer A.G. Heesbeen. In 1921 werd deze opgevolgd door Arnold Houët, een telg uit de befaamde muziek familie.
St Cecilia was gedurende al die jaren een graag geziene gast op diverse festivals, concoursen en andere muzikale evenementen. In 1947 werd dirigent Houët opgevolgd door Ad van der Heijden, een man die de klassieke traditie voortzette en vele ouvertures, balletsuites en operamelodieën tot uitvoering bracht.
Tot dan toe had St. Cecilia steeds met amateurdirigenten uit eigen gelederen gewerkt. Daarin kwam verandering, toen in 1956 Sef Pijpers, hoornist bij het Brabants Orkest tot eerste dirigent werd benoemd. Zijn collega, klarinettist Willy Schreurs werd tweede dirigent. De professionele aanpak van Pijpers had grote gevolgen voor het orkest. De leerlingopleiding werd sterk verbeterd, er werden meer eigentijdse composities gespeeld en de orkestkwaliteit ging sterk vooruit. Onder zijn leiding werden in de hoogste KNF-afdeling een reeks van opvallende successen geboekt. Vele eerste prijzen met lof en deelname aan het KNF-topconcours heeft St. Cecilia hieraan te danken. Aan de Pijperiaanse periode kwam in 1969 een einde. Een andere hoornist uit het Brabants Orkest, Ruud Siebert werd de nieuwe dirigent. Met het maken van kamermuziek wist hij nieuwe elementen aan het gebruikelijke repertoire toe te voegen. Onder zijn leiding heeft St. Cecilia zich een faam verworven als begeleidingsorkest van bekende instrumentale solisten, zangers en koren. Zijn concerten waren artistiek van hoge kwaliteit, hetgeen werd bevestigd door de vele loffelijke onderscheidingen op de KNF-concoursen.
In 1992 werd Ruud Siebert opgevolgd door alweer een hoornist: Arthur Verhofstad. Dat de combinatie koor- en orkestdirigent van grote waarde is voor St Cecilia werd in 1993 bewezen tijdens het galaconcert t.g.v. het 150-jarig bestaan van St Cecilia, met de zeer geslaagde uitvoering van Orffs Carmina Burana, voor solisten koren en orkest. Ook de cantate Alexander Nevsky van Prokofiev, samen met het Philipskoor werd een groot succes. Tijdens een korte interim periode van een half jaar nam Sef Pijpers na dertig jaar opnieuw de dirigeerstok ter hand. In augustus 1999 werd Johan Boonekamp de nieuwe dirigent van St. Cecilia.
Van 2001 tot 2007 is Piet Joris de dirigent van St. Cecilia geweest. Hij is in maart 2008 opgevolgd door Hans Pastoor.

## dirigenten
- 1843-1893 	Gerardus Franciscus Eekels
- 1893-1921 	A.G. Heesbeen
- 1921-1947	Arnold Houët
- 1947-1956	Ad van der Heijden
- 1956-1969	Sef Pijpers, 2e dirigent Willy Schreurs
- 1969-1992	Ruud Siebert
- 1992-1999	Arthur Verhofstad
- 1999-2001	Johan Boonekamp
- 2001-2007	Piet Joris, 2e dirigent Hans van Leeuwen
- 2008-heden	Hans Pastoor, 2e dirigent Hans van Leeuwen

## Leerlingenorkesten

### Pieporkest
Als leerlingen ongeveer één jaar les hebben gehad kunnen ze meespelen in het pieporkest om alvast ervaring op te doen in het samenspel. Het pieporkest staat onder leiding van Kobus Verheij.

### Opleidingsorkest
Als leerlingen een paar jaar les hebben gehad, mogen ze deelnemen aan het opleidingsorkest. Ook het opleidingsorkest 
staat onder leiding van Kobus Verheij.

## bron
www.harmoniehaarsteeg.nl